# Bezaumont
Bezaumont és un municipi francès situat al departament de Meurthe i Mosel·la i a la regió del Gran Est. L'any 2007 tenia 257 habitants.

## Demografia

### Població
El 2007 la població de fet de Bezaumont era de 257 persones. Hi havia 92 famílies, de les quals 12 eren unipersonals (4 homes vivint sols i 8 dones vivint soles), 36 parelles sense fills, 28 parelles amb fills i 16 famílies monoparentals amb fills.
La població ha evolucionat segons el següent gràfic:
Habitants censats

### Habitatges
El 2007 hi havia 99 habitatges, 94 eren l'habitatge principal de la família, 1 era una segona residència i 4 estaven desocupats. 83 eren cases i 16 eren apartaments. Dels 94 habitatges principals, 68 estaven ocupats pels seus propietaris, 24 estaven llogats i ocupats pels llogaters i 2 estaven cedits a títol gratuït; 2 tenien dues cambres, 14 en tenien tres, 13 en tenien quatre i 65 en tenien cinc o més. 70 habitatges disposaven pel capbaix d'una plaça de pàrquing. A 37 habitatges hi havia un automòbil i a 53 n'hi havia dos o més.

### Piràmide de població
La piràmide de població per edats i sexe el 2009 era:
| Homes | Edats   | Dones |
| ----- | ------- | ----- |
| 0     | 95 o +  | 0     |
| 0     | 90 a 94 | 1     |
| 0     | 85 a 89 | 0     |
| 0     | 80 a 84 | 1     |
| 5     | 75 a 79 | 2     |
| 3     | 70 a 74 | 5     |
| 3     | 65 a 69 | 6     |
| 7     | 60 a 64 | 3     |
| 4     | 55 a 59 | 4     |
| 14    | 50 a 54 | 10    |
| 9     | 45 a 49 | 8     |
| 13    | 40 a 44 | 10    |
| 16    | 35 a 39 | 14    |
| 7     | 30 a 34 | 10    |
| 1     | 25 a 29 | 5     |
| 6     | 20 a 24 | 3     |
| 6     | 15 a 19 | 8     |
| 10    | 10 a 14 | 15    |
| 15    | 5 a 9   | 14    |
| 8     | 0 a 4   | 3     |

## Economia
El 2007 la població en edat de treballar era de 183 persones, 136 eren actives i 47 eren inactives. De les 136 persones actives 131 estaven ocupades (69 homes i 62 dones) i 5 estaven aturades (3 homes i 2 dones). De les 47 persones inactives 11 estaven jubilades, 21 estaven estudiant i 15 estaven classificades com a «altres inactius».

### Ingressos
El 2009 a Bezaumont hi havia 95 unitats fiscals que integraven 258 persones, la mediana anual d'ingressos fiscals per persona era de 18.893 €.

### Activitats econòmiques
Dels 6 establiments que hi havia el 2007, 2 eren d'empreses extractives, 1 d'una empresa de construcció, 1 d'una empresa d'informació i comunicació, 1 d'una empresa immobiliària i 1 d'una entitat de l'administració pública.
L'únic servei als particulars que hi havia el 2009 era un paleta.
L'any 2000 a Bezaumont hi havia 4 explotacions agrícoles.

## Equipaments sanitaris i escolars
El 2009 hi havia una escola elemental integrada dins d'un grup escolar amb les comunes properes formant una escola dispersa.

## Poblacions més properes
El següent diagrama mostra les poblacions més properes.